# Agrotis incognita
Agrotis incognita is een vlinder uit de familie uilen (Noctuidae). De wetenschappelijke naam is voor het eerst geldig gepubliceerd in 1888 door Otto Staudinger.
De soort komt voor in Europa.